# Matthias Lundbom
Matthias Lundbom, född 7 februari 1740 i Risinge socken, Östergötlands län, död 23 maj 1784 i Hedvig Eleonora socken, Stockholm, var en svensk klavikordbyggare, biträdande orgelbyggare och organist. Han var systerson till organisten och orgelbyggaren Lars Kinström, Stockholm.

## Biografi
Matthias föddes 7 februari 1740 i Risinge socken som son till Niclas Lundbom (1712-1779) och Johanna Catharina Kinström (1716-1779). På sin fars sida härstammar han bland annat från gården Lundby i Risinge och på sin mors sida från Kisa socken i Östergötland. Namnet Lundbom är bildat efter gården Lundby och bars av Matthias farfar och namne under början av 1700-talet.   
Matthias flyttade till Stockholm tidigast 1758 och senast 1760 för att börja som lärling hos morbrodern, orgelbyggaren och organisten Lars Kinström, Stockholm. När Kindström avled 1763 tog änkan Christina Westervik över rättigheterna och Lundbom blev verkgesäll, åtminstone ända fram till 1779. Även änkan Westervik var knuten till skrået genom att hennes bror Jakob Westervik också var orgelbyggare. I verkstaden tillverkade Mattias ett antal kända och ett par bevarade klavikorder efter förebild av sin morbror. 
Matthias Lundbom tog över organisttjänsten efter Kindström i ladugårdslandskyrkan (Hedvig Eleonora) där Kinström (1710-1763) hade varit den tämligen nybyggda kyrkans (invigd 21 augusti 1737) första organist och Mattias därför blev dess andre. Matthias finns i rullorna som organist åtminstone från 10 juni 1765, men det är väl troligt att han vikarierat på tjänsten redan under änkans nådeår, dvs omedelbart efter morbroderns död 1763.   
Mattias rörde sig i borgerliga kretsar i Stockholm med omnejd. Han var kusin till Rebecka Kristina Kinström (1737-1806) som var gift med hovbryggaren, frimuraren och ryttarmästaren till Arninge Göran Rehn (1727-1810), en av männen som handgripligen stödde kung Gustav III:s statskupp 1772. Göran och Rebecka förekommer som faddrar till Mattias barn. Göran var i sin tur kusin till arkitekten och professorn Jean Eric Rehn vilken också fanns i kretsen runt kung Gustav III.  
1781 biträdde Mattias orgelbygget i Enköpings-Näs i samarbete med och under ledning av den mer erfarne orgelbyggaren hovkammarvaktmästaren Per Niclas Forsberg (1733-1798). Deras orgel renoverades och återinvigdes i kyrkan den 5 mars 2000 med ättlingar till Mattias Lundbom närvarande.
Matthias var verksam som klavermakare ända fram till sin död 1784.

## Familj
Matthias gifte sig i Hedvig Eleonora kyrka den 31 januari 1769 med Hedvig Ulrica Herndahl (f omkr 1746). Hon är sannolik dotter till lackfabrikören och hovlakejen Nils Herndahl (1720-1772) och Brita Kollberg (1714-1776). 
Mattias och Ulrika fick följande barn:
- Nils Georg, född 1769, död 1769.
- Carl Magnus, född 1770, död 1828. Gift två gånger, flera barn. Har nu levande ättlingar. Första äktenskapet är med Maria Margareta Matsdotter (1773-1822), andra är med Ulrika Solenius (1798-1834). Efter faderns död 1784 blev Carl Magnus först fosterbarn (ev lärogosse) hos organisten och klockaren i Spånga Johan Duselius (död 1788) och därefter båtsman med namnet Ek. Senare tjänstgjorde C. M. Lundbom som varvstimmerman på Skeppsholmen i Stockholm.
- Lovisa Fredrica, född 1772, död 1772.
- Jacob, född 1774, död 1774.
- Maria Ulrica, född 1775.
- Johanna Catharina, född 1780.

## Klavikord
- 1772 - Klavikord